# Wudu, Longnan
Wudu är ett stadsdistrikt och säte för stadsfullmäktige i staden Longnan på prefekturnivå i provinsen Gansu i nordvästra Kina.
Wudu är indelat i 26 köpingar och tio socknar (varav två etniska minoritetssocknar).
Köpingar (zhen):

- Anhua (安化镇)
- Bailin (柏林镇)
- Chengguan (城关镇)
- Dongjiang (东江镇)
- Foya (佛崖镇)
- Ganquan (甘泉镇)
- Hanlin (汉林镇)
- Hanwang (汉王镇)
- Huangping (黄坪镇)
- Jiaogong (角弓镇)
- Jiegan (桔柑镇)
- Liangshui (两水镇)
- Longxing (隆兴镇)
- Luotang (洛塘镇)
- Majie (马街镇)
- Maying (马营镇)
- Pipa (琵琶镇)
- Sancang (三仓镇)
- Sanhe (三河镇)
- Shimen (石门镇)
- Waina (外纳镇)
- Wuku (五库镇)
- Wuma (五马镇)
- Yaozhai (姚寨镇)
- Yuhe (裕河镇)
- Yulong (鱼龙镇)

Socknar (xiang):

- Chiba (池坝乡)
- Fengxiang (枫相乡)
- Guohe (郭河乡)
- Longba (龙坝乡)
- Longfeng (龙凤乡)
- Puchi (蒲池乡)
- Yuezhao (月照乡)
- Yuhuang (玉皇乡)

Etniska minoritetssocknar för tibetaner (zangzu xiang): 
- Moba (磨坝藏族乡)
- Pingya (坪垭藏族乡)